# Amelinghausen
Amelinghausen (nordniederdeutsch: Amekhusen) ist eine Gemeinde und Verwaltungssitz in der Samtgemeinde Amelinghausen im Landkreis Lüneburg in Niedersachsen (Deutschland).

## Geografie
Die Gemeinde liegt inmitten des Naturparks Lüneburger Heide. Östlich von Amelinghausen ist der Oberlauf der Lopau zum Lopausee aufgestaut, der touristisch genutzt wird.

## Gemeindegliederung
Die Ortsteile der Gemeinde sind:
- Amelinghausen
- Dehnsen
- Etzen

## Geschichte

### Frühgeschichte
Der Ort „Amelinghausen“ wurde erstmals am 22. Mai 1293 urkundlich erwähnt. Die ersten Menschen in diesem Gebiet waren umherziehende Jäger und Sammler um 15.000 v. Chr. Sie folgten den von Westen kommenden Rentierherden, welchen sich hier aufgrund des gemäßigteren Klimas (vorher Eiszeit) ein neuer Lebensraum bot, in die heutige Lüneburger Heide. Die Anfänge der konstanten Besiedlungen liegen in der Jungsteinzeit. Etwa 3700 v. Chr., gab es die ersten Siedlungen von Ackerbauer an der Luhe. Eine dauerhafte Besiedelung der heutigen Lüneburger Heide von der jüngeren Bronzezeit (1100–800 v. Chr.), über die frühe Eisenzeit (600–800 v. Chr.) und die vorrömische Eisenzeit (600 v. Chr. – Christi Geburt), bis hin zur Völkerwanderungszeit (2.–6. Jahrhundert. n. Chr.) lässt sich an existierenden Grabstätten nachweisen.
Eines der bekanntesten Gräberfelder aus der Jungsteinzeit stammt, liegt in einer restaurierten Heidefläche und wird heute „Oldendorfer Totenstatt“ genannt. Dort sind zahlreiche Gräber vereint (Grabhügel, Urnenfriedhöfe und Großsteingräber).

### Namensherkunft
Der Name der Gemeinde geht auf Bischof Amelung von Verden zurück. Amelung soll Hippolyt von Rom verehrt und die Kirche nach diesem benannt haben. Die Endung „-hausen“ stammt nach Forschungen der Namensgebung zu den jüngeren Siedlungen (nach 800 n. Chr.) aus dem Bardengau, da Ortsendungen wie -burg, -hagen, -ingen, -rode oder eben auch -husen (-hausen) erst in fränkischer Zeit entstanden.

### Mittelalter und Neuzeit
Die Reichtümer des Bischofs, u. a. der sogenannte Junkernhof, fiel nach seinem Tod 962 nicht dem Bistum Verden zu, sondern wurden von seinem Bruder Hermann Billung († 973) eingezogen, was später zur Verhängung des Kirchenbannes führte.
Amelinghausen war eine 16 Dörfer umfassende Vogtei, die der Großvogtei Winsen an der Luhe unterstellt war, zuvor Gerichtsstätte mit eigener Gerichtsbarkeit u. a. auch ein Holzmarkengericht.
In die Verantwortung der Herzogin Dorothea fällt die Hexenverfolgung der Jahre 1603 bis 1616. Sie ließ verschiedene „Hexen“ „nach hartem gehaltenen Examen und der Wasserprobe in Moisburg auf dem hohen Berge brennen“. Es handelt sich hier um einige der letzten Hexenprozesse in Niedersachsen. Zwei der Frauen, die in Winsen auf dem Scheiterhaufen endeten (1611), waren die Schwestern Anneke und Barbara Stehr aus Amelinghausen. Wie es dazu kam und was dann mit ihnen passierte, berichtete der Kantor Heinrich Schulz aus Egestorf im „Lüneburger Kreiskalender“.
Am Sonntag, dem 7. Juni 1818, ereignete sich in Amelinghausen eine Feuersbrunst, wie die im zweiten Band des „Vaterländischen Archivs“ abgedruckte Jahreschronik ausweist. Der Brand hat in einem Zeitraum von knapp zwei Stunden den alten Teil des Dorfes in Schutt und Asche gelegt. Der zu dieser Zeit in Amelinghausen amtierende Pastor Jakob Heinrich Grewe hinterließ einen ausführlichen Bericht über das tragische Ereignis. Die sehr alte Kirche des Ortes mit dem 1501 erbauten runden Bruchsteinturm wurde bei dieser Katastrophe zerstört.

### Verwaltungsgeschichte

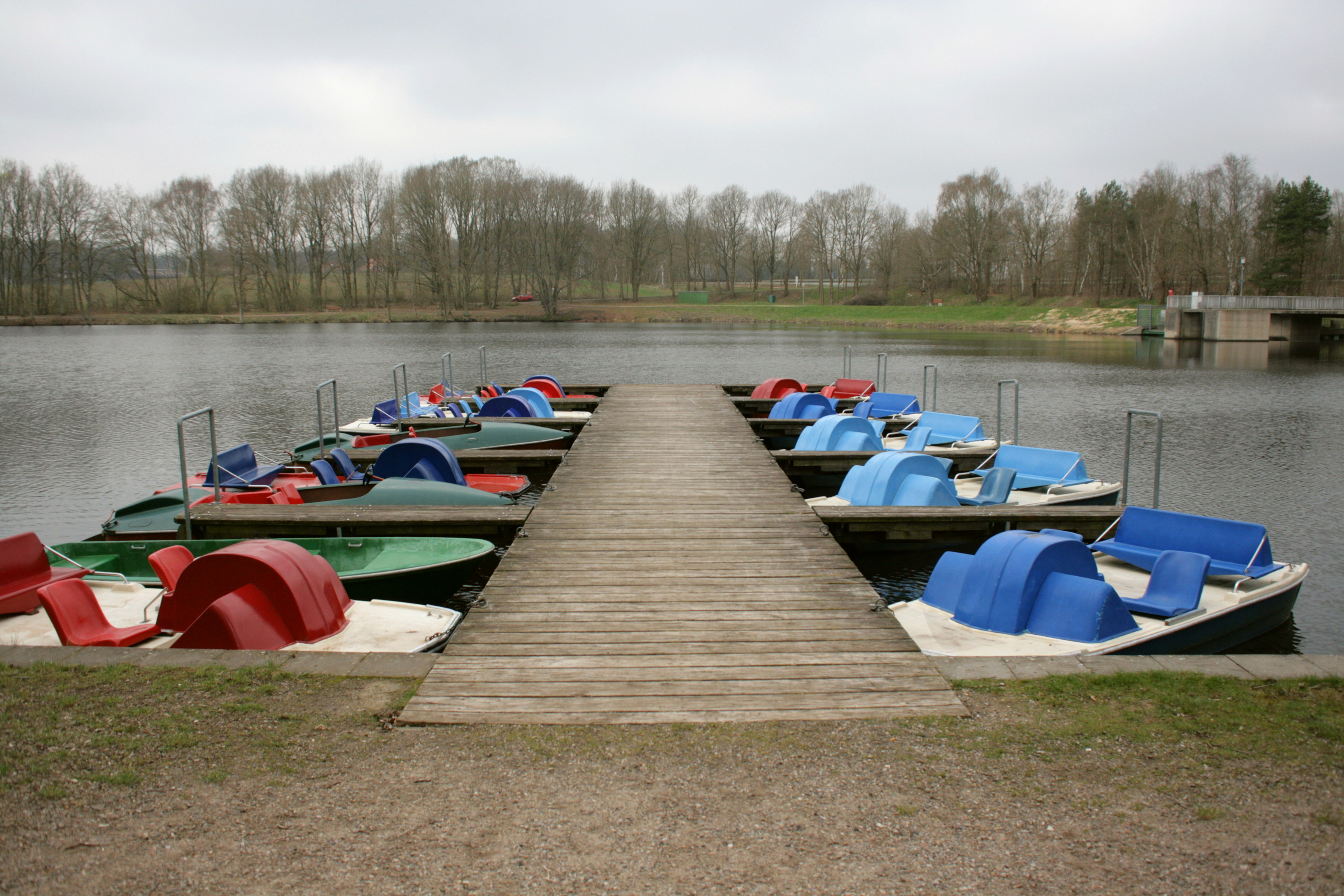
Am Lopausee

#### Die Verwaltung unter den Sachsen
Verwaltungseinteilungen in der damaligen Zeit waren so genannte Gaue mit Unterbezirken, den so genannten Gohen. Amelinghausen gehörte zum Bardengau, dieser beinhaltete den Landkreis Lüneburg und Teile Harburgs, sowie Soltau und Uelzen. Der Goh Amelinghausen umfasste das Gebiet von der oberen Luhe bis zur unteren Lopau. Das Recht in den Gohen wurde durch die so genannten „Gau-“ oder „Gohgrafen“ gesprochen. Sie wurden durch die sächsische Gerichtsgemeinde ins Amt gewählt.
An der Spitze eines Gaues stand ein aus der Gruppe der Edelinge gewählter Mann. Ende des 8. Jahrhunderts ließ der fränkische Kaiser Karl der Große die alte Gaueinteilung bestehen, setzte aber an die Stelle der erwählten Führer kaiserliche Beamte. Dies führte dazu, dass die Grafen die gesamte Verwaltung inklusive der Gerichtsbarkeit erhielten. Die Positionen und der Besitz der Grafen wurde im Laufe der Zeit erblich.

#### Die Gebietsentwicklung des Lüneburger Landes
Der spätere Kaiser Otto I. ernannte im Jahre 961 Graf Hermann Billung zum Herzog der Sachsen. Seine Burg errichtete der neue Herzog auf dem Lüneburger Kalkberg. Von nun an war Lüneburg der Mittelpunkt seines Herrschaftsbereiches. Nach dem Tod des Verdener Bischofs Amelung, der ein Bruder Hermann Billungs war, erhob das Stift Verden Anspruch auf die Güter Amelungs. Herzog Hermann Billung war damit nicht einverstanden und beanspruchte die Güter seines Bruders für sich, obwohl er infolgedessen vermutlich der Kirche verbannt wurde. Das Herzogtum ging im Jahre 1106 auf Lothar von Supplinburg über. Durch Lothars mit Macht erfülltes Ansehen und Reichtum, gelang es im Jahre 1137 an die Welfen und erreichte unter Heinrich dem Löwen seinen Höhepunkt, kam aber auch zu seinem Ende. 1235 wurde das Herzogtum Braunschweig-Lüneburg an den Welfen Otto übertragen. Die Söhne Ottos, Albrecht und Johann, teilten 1267 Braunschweig-Lüneburg in die Fürstentümer Braunschweig und Lüneburg auf. Lüneburg blieb bis zum Jahre 1359 in der Hand der Nachkommen Herzog Johanns. Am 25. Mai 1428 kam es in Celle zu einer Neuaufteilung des welfischen Besitzes. Herzog Bernhard und sein Sohn Otto erhielten das Fürstentum Lüneburg. Das Fürstentum Braunschweig-Wolfenbüttel bekam Bernhards Bruder.

#### Die Amtsverfassung in Lüneburg
Schrittweise wurde die sächsische Gaueinteilung von der sogenannten Amtsverfassung abgelöst. Auf das 14. Jahrhundert gehen die Anfänge der Amtsverfassung im Lüneburger Fürstentum zurück. Im Laufe des 13. Jahrhunderts schufen die welfischen Herzöge Verwaltungseinheiten. Das Zentrum der neuen Bezirke war eine Burg, in der als wichtigster Mann der Burgvogt wirkte. Das erneuerte Verwaltungssystem funktionierte überraschend gut, denn die damaligen Vögte waren herzögliche Beamte und bekamen von den Herzögen Landbesitz zugesprochen. Im 16. Jahrhundert kam es zu einer Zentralisierung und Systematisierung der früheren Verwaltung. Auch der Ausbau der lüneburgischen Amtsverfassung vollzog sich im 16. Jahrhundert. Das gesamte Fürstentum Lüneburg war Ende des 18. Jahrhunderts in insgesamt 29 Ämter aufgeteilt.

#### Der Machtbereich Amelinghausen
Die damalige Bezeichnung „Vogtei Amelinghausen“ findet sich erstmals im damaligen Schatzregister von 1450 wieder. Im Schatzregister wurde einmal jährlich eine Steuer der Einwohner des zum Machtbereich gehörenden Bezirkes registriert. Die Vogtei Amelinghausen erscheint in dem Schatzregister mit dem Zusatz „Uppe der Tecche“, welches nach Vermutung von Hammerstein Loxten, eine Bezeichnung aus der Zeit vor der Zerstörung der Burg auf dem Lüneburger Kalkberg stammt, in der sich seiner Ansicht nach, die Annahmestelle der dörflichen Abgaben aus dieser Gegend befindet. Folgende 39 Dörfer gehörten im 15. Jahrhundert zur Vogtei Amelinghausen: Munster, Ilster, Kohlenbissen, Schmarbeck, Trauen, Creutzen, Bispingen, Behringen, Haverbeck, Ehrhorn, Wilsede, Evendorf, Hörpel, Volkwardingen, Borstel, Hützel, Steinbeck, Garlstorf, Toppenstedt, Putensen, Südergellersen, Drögennindorf, Betzendorf, Diersbüttel, Rehlingen, Holtorf, Ehlbeck, Dehnsen, Etzen, Wohlenbüttel, Oldendorf, Marxen, Harlsem, Schwindebeck, Sottorf, Soderstorf, Rolfsen, Wetzen und Amelinghausen.

#### Die Amtsvögte Amelinghausens
Die Anstellung der Amtsvögte erfolgte durch die Kanzlei in Celle. Die ersten sechs Vögte waren: Hans von Iburg, Harman Lucht, Joachim Brabandt, Fritz Eltze, Viktor Dolle und Peter Oberg. Bekannt sind die Namen der ersten sechs Vögte durch ein Schreiben des späteren Amtsvogtes Enckhausen vom 12. August 1646.

#### Die neu geordnete Verwaltung von 1810 bis 1866
Die Amtsverwaltung erfuhr, trotz Bestand bis zum Jahre 1885, eine Unterbrechung in der napoleonischen Zeit. Das französische Präfektursystem wurde 1810 auf das deutsche Territorium übertragen. Dieses System kannte vier Arten von Verwaltungs- bzw. Gerichtsbezirken. Der größte war das Departement, dem ein Präfekt bevorstand und neben dem ein Generalsekretär wirkte. Darüber stand der aus drei bis vier Mitgliedern bestehende Präfekturrat, der in strittigen Verwaltungsangelegenheiten die Rechtsprechung wahrnahm. Das Departement gliederte sich in einzelne Distrikte. Die kleinsten Einheiten waren die Kommunen oder Munizipalitäten. 25–30 Dörfer oder Kommunen wurden zu einer Mairie zusammengefasst. An der Spitze einer Mairie stand der Bürgermeister. Dazu kamen die Kantone, die etwa 5000 Einwohner umfassten. Der größte Teil der Vogtei Amelinghausen gehörte vom 4. Juli 1811 an zur Mairie Behringen. Eine Neuordnung der damaligen hannoverschen Amtsverfassung galt ab dem 1. Oktober 1852. Seither waren Verwaltung und Justiz getrennt.

#### Der Werdegang der Verwaltung unter preußischem Einfluss
Die Verwaltung und die Justiz blieben trotz der Annexion der Preußen in alter Form vorhanden. Der preußische Staat hielt eine besondere Verwaltungsebene zwischen Amt und Landdrostei für notwendig. In Lüneburg richtete Preußen sieben solcher Kreise ein. Das entstandene Kreisgebiet teilte sich auf in größere Grundbesitzer, Abgeordnete von Städten und Abgeordnete von Landgemeinden. 1928 reduzierte sich der Landkreis Lüneburg auf 71 Landgemeinden. An der Spitze des 1867 geschaffenen Landkreises stand ein Landrat, der allerdings kein gewählter Präsident war, sondern preußischer Beamter. Von 1885 bis 1919 wurden die Mitglieder des Lüneburger Kreistages zur Hälfte von der Landgemeinde und zur Hälfte von den größeren ländlichen Grundbesitzern gewählt. Durch die damalige Gemeinheitsteilung, Verkopplung und Dienstablösungen änderte sich im 19. Jahrhundert die Stellung der Bauern ungemein. Nach ewig langer landes- und gutsherrlicher Interessenverwaltung entwickelte sich eine gemeindliche Autonomie. In allen deutschen Städten kam es ab 1875 zur Errichtung von Standesämtern. Es gab drei Klassen von Stimmberechtigten, welche den Bürgermeister des Vorstandes einer Gemeindeversammlung wählen durften. Eine Klasse umfasste die Einwohner, die keinen Grundbesitz besaßen. Daher durfte die Stimmenanzahl der damaligen Nichteigentümer höchstens ein Drittel der beiden anderen Klassen betragen. Nach dem Ersten Weltkrieg kam es zu einem allgemeinen und gleichen Stimmrecht. Die Frauen waren erstmals berechtigt zu wählen.

#### Die Entwicklung der Verwaltung von 1918 bis 1945
In Deutschland wurde nach dem Ersten Weltkrieg und dem Ende der Monarchie am 19. Januar 1919 Nationalversammlung in Weimar gewählt. Sieben Monate später unterschrieb der Reichspräsident Friedrich Ebert die Weimarer Verfassung, die das Deutsche Reich in eine demokratische Republik umwandelte. Der Verwaltungsaufbau blieb jedoch derselbe. Die gesamte Bevölkerung durfte sich von nun an an den Wahlen beteiligen. Die Belastungen des Versailler Vertrages, die Inflation 1923 und die Weltwirtschaftskrise 1929 erschwerten das Leben der Bevölkerung mehr und mehr und ließen der damaligen Regierung kaum eine Chance, sich zu kräftigen. Ebenso waren in Amelinghausen die Probleme dieser Zeit sichtlich. Innerhalb des Inflationsjahres hatte die Gemeinde wegen der rasanten Geldentwertung Schwierigkeiten, das Entgelt des Bürgermeisters zu bestimmen. Erneut kam es in Preußen, nach der Konsolidierung des demokratisch verfassten deutschen Staates, zu Reformbestrebungen betreffend die Verwaltung. Die damalige Verwaltungsgliederung verlor immer mehr an Einfluss, aufgrund der aufgebauten nationalsozialistischen Organisation. Jeder Posten der neuen Machthaber war doppelt besetzt. Daher wirkte der Regierungspräsident mit dem Gauleiter, der Landrat mit dem Kreisleiter und der Bürgermeister mit dem Ortsgruppenleiter. Diese Doppelbesetzung blieb in Amelinghausen bis 1936 bestehen. Laut Gemeindeprotokollbüchern, war Hermann Worthmann bis zum 20. Januar 1936 Bürgermeister Amelinghausens. Gustav Exner übernahm im Laufe dieses Jahres sein Amt, welches er bis zum Ende des Zweiten Weltkrieges ununterbrochen ausführte. Nach 1936 wählte der Regierungspräsident den Bürgermeister, die Beigeordneten und die Gemeinderäte. Vorher jedoch fand eine Vorauswahl statt, welche von einem Beauftragten der NSDAP durchgeführt wurde. Nach Ende des Zweiten Weltkrieges kam es im Deutschen Reich zum totalen Zusammenbruch, was dazu führte, dass in Deutschland keine Staatlichkeit mehr verfügbar war.

### Eingemeindungen
Am 1. Juli 1970 wurde die Gemeinde Sottorf eingegliedert. Am 1. März 1974 kam Etzen hinzu.

## Politik

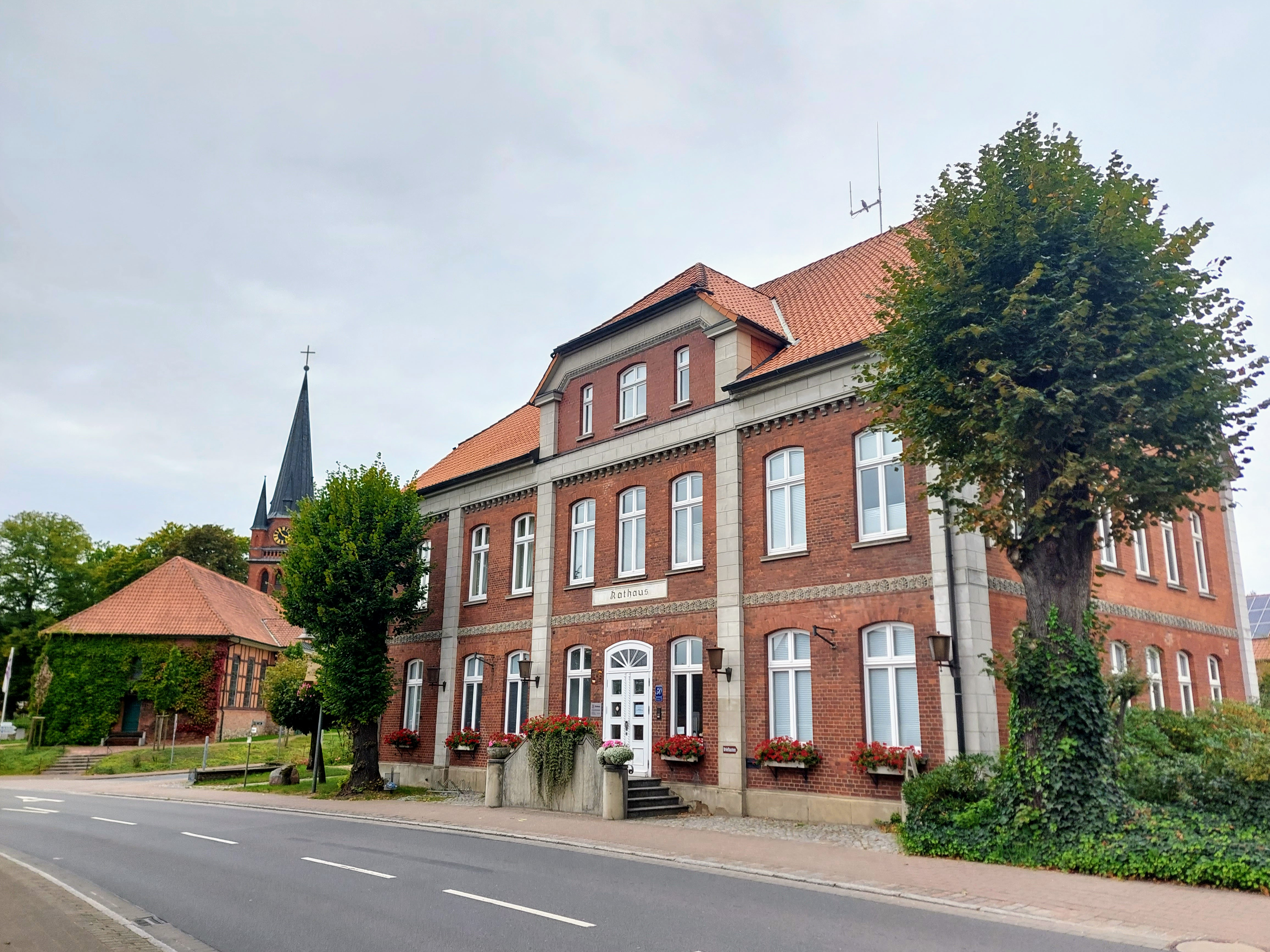
Rathaus Amelinghausen

Die Gemeinde Amelinghausen gehört zum Landtagswahlkreis 49 Lüneburg und zum Bundestagswahlkreis 38 Lüchow-Dannenberg–Lüneburg.

### Gemeinderat
Der Rat der Gemeinde Amelinghausen setzt sich aus 15 Mitgliedern zusammen, die alle fünf Jahre neu gewählt werden. Die jüngste Gemeindewahl fand am 12. September 2021 statt.
Die vergangenen Wahlen ergaben folgende Ergebnisse:
| Kommunalwahl    | 2021   | 2021   | 2016   | 2016   | 2011    | 2011   | 2006   | 2006  |
| Partei/Liste    | Anteil | Sitze  | Anteil | Sitze  | Aanteil | Sitze  | Anteil | Sitze |
| --------------- | ------ | ------ | ------ | ------ | ------- | ------ | ------ | ----- |
| SPD             | 38,6 % | 6      | 34,7 % | 5      | 30,4 %  | 5      | 25,8 % | 4     |
| CDU             | 31,8 % | 5      | 34,3 % | 5      | 38,1 %  | 6      | 42,6 % | 6     |
| Grüne           | 20,3 % | 3      | 22,4 % | 4      | 23,3 %  | 3      | 15,0 % | 2     |
| FDP             | 9,4 %  | 1      | 8,6 %  | 1      | 08,3 %  | 1      | 16,6 % | 3     |
| Gesamt          | 100 %  | 15     | 100 %  | 15     | 100 %   | 15     | 100 %  | 15    |
| Wahlbeteiligung | 63,2 % | 63,2 % | 65,9 % | 65,9 % | 61,1 %  | 61,1 % |        |       |

### Bürgermeister
Am 19. Dezember 1946 wurde in Amelinghausen neben dem Bürgermeister, der nach der neuen Gemeindeverordnung aus den Reihen der Gemeinderatsmitglieder gewählt werden musste, auch ein Gemeindedirektor gewählt. Damit war in der Gemeindeverwaltung ebenfalls eine Trennung zwischen den beschlussfassenden und ausführenden Gremien geschaffen worden. Erster politischer Bürgermeister wurde Hermann Dierssen, während Heinrich Stegen als frischgewählter Gemeindedirektor mit der Weiterführung der Geschäfte betraut wurde.
Dennoch währte diese personelle Trennung zunächst nur eine kurze Zeit. 1949 wurde Hermann Bartels zum Bürgermeister und Gemeindevorsteher in Personalunion gewählt. Seine Amtszeit war eine der längsten in Amelinghausen – sie endete 1966, nach 17 Jahren. Vom 25. Januar 1949 bis zum 1. März 1971 wurden beide Ämter wieder in Personalunion geführt, bis mit der Wahl des Gemeindedirektors Günter Hoffmann am 2. März 1971 die Bereiche abermals geteilt wurden.
Bürgermeisterin der Gemeinde Amelinghausen ist Mareike Witte (CDU). Gemeindedirektor ist derzeit der Samtgemeindebürgermeister Christoph Palesch (SPD).

### Wappen
Blasonierung: „In Gold (gelb) über rotem Schildfuß, dieser belegt mit einem goldenen (gelben) Ast mit drei goldenen (gelben) Eicheln, ein wachsender rotbewehrter blauer Löwe, in der rechten Pranke ein rotes Schwert haltend.“
Das Wappen wurde 1953 vom niedersächsischen Minister des Innern genehmigt. Es zeigt den welfischen Löwe der Lüneburger und in der Pranke das Schwert der Familie Billung, die als Gründer des Ortes gelten. Die Eicheln stehen für die Heidebauernhöfe sowie für die drei Ortsteile Amelinghausen, Dehnsen und Etzen.

### Gemeindepartnerschaften
Amelinghausen unterhält Partnerschaften mit Geringswalde (Sachsen), Wapno (Polen) und Kardos (Ungarn).

## Kultur und Sehenswürdigkeiten
Das Heideblütenfest Amelinghausens ist das größte Volksfest im Landkreis Lüneburg. Auf diesem Fest wird jährlich im August die Heidekönigin gekürt. Die bekannteste ehemalige Heidekönigin ist Jenny Elvers.

### Hippolit-Kirche

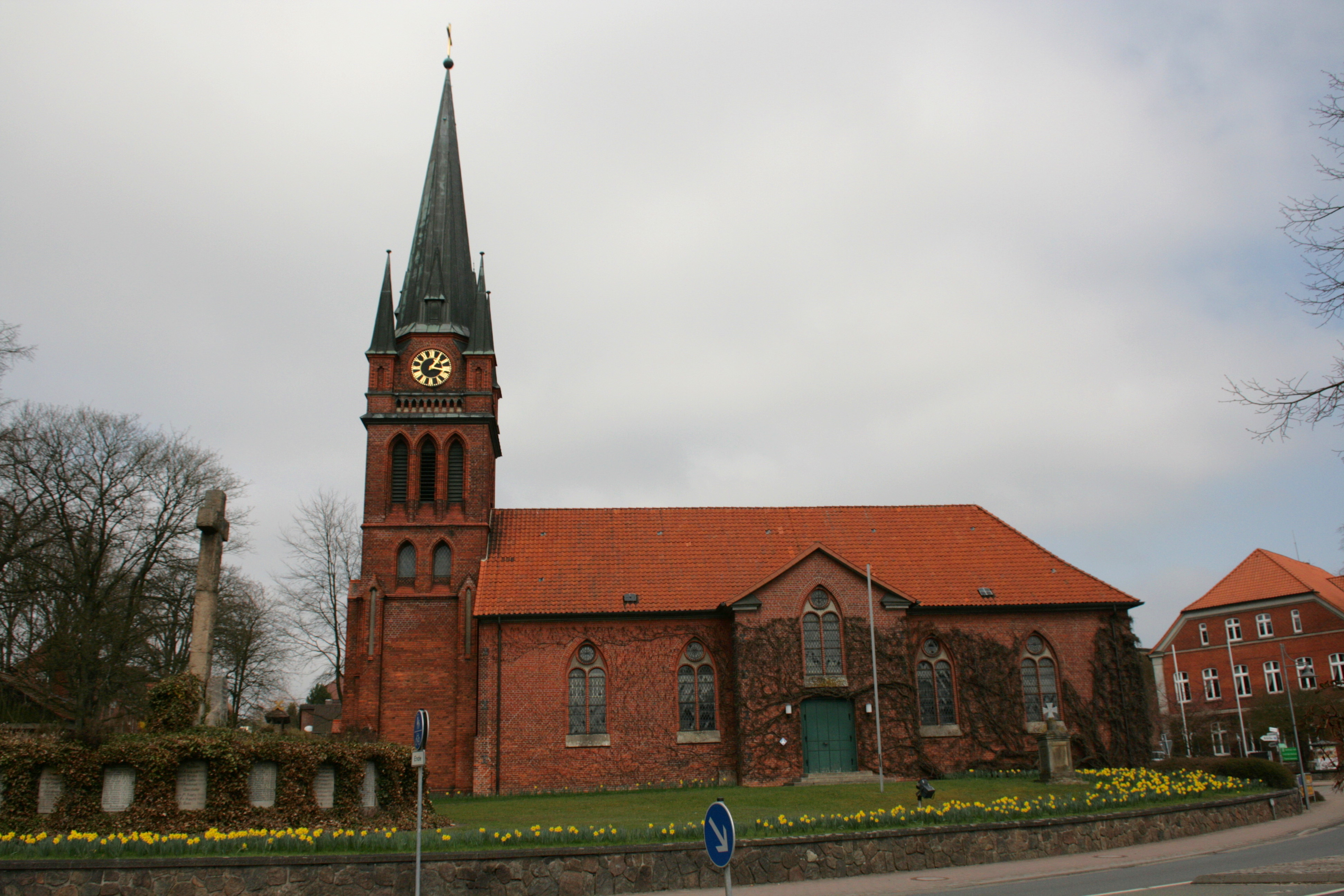
Hippolit-Kirche

Der Name der Hippolit-Kirche stammt vermutlich von Bischof Amelung von Verden, der den Hippolyt von Rom verehrte und das Gotteshaus aus diesem Grund nach ihm benannte.
Der erste Kirchenbau aus Holz wurde eventuell durch fränkische Siedler im 9. Jahrhundert oder durch Amelung im 10. Jahrhundert erbaut.
Im Jahr 1170 ist dieser dann durch einen Feldsteinbau ersetzt worden, 1501 erfolgte der Anbau eines Rundturmes aus Feldsteinen.
1750 wurde als dritte Kirche ein Fachwerkbau errichtet, der durch den Brand von 1818 zerstört worden ist, nur die heutige Nordwand der Kirche blieb erhalten.
1818–20 Wiederaufbau im Stile des Klassizismus, 1895 wurde durch Richard Kampf, Stadtbaumeister in Lüneburg, ein neugotischer Turm angefügt.
Öffnungszeiten: im Sommer täglich von 9 bis 18 Uhr
Gottesdienst: immer sonntags um 10 Uhr

### Heideblütenfest
Das Heideblütenfest in Amelinghausen ist ein traditionelles Fest, das 1949 aus einer feierlichen Laune heraus entstand. Die Mitglieder des Männerchores wählten bei einem Sängerfest Gerda Thömen zu ihrer Heidekönigin. Bereits ein Jahr später wurde das erste offizielle Heideblütenfest auf dem Kronsberg gefeiert. Das erste offizielle Heideblütenfest dauerte drei Tage.
Mittlerweile ist das Heideblütenfest eines der größten Feste der Region des Naturparks Lüneburger Heide in Amelinghausen. Das alljährlich Mitte August stattfindende Fest hat sich im Laufe seiner über 60-jährigen Geschichte vermutlich zum größten Volksfest im Landkreis entwickelt. Es wird heute in Amelinghausen und Umgebung auch die „5. Jahreszeit“ genannt. Das umfangreiche Festprogramm mit vielfältigen Veranstaltungen dauert über neun Tage. So kommen jedes Jahr Tausende Besucher Mitte August nach Amelinghausen, um das erste Heidefest der Heideblütensaison zu besuchen. Das Heideblütenfest endet stets am vorletzten Sonntag im August und beginnt acht Tage vorher.
Die Eröffnungsveranstaltung am Lopausee, der „See brennt“, findet meistens am zweiten Samstag im August statt. Neben einem beeindruckenden Höhen-Brillant-Feuerwerk zum Ende der Veranstaltung und einer Wasserorgel auf dem See, gibt es verschiedene Musik- und Tanzdarbietungen. Einer der Höhepunkte des Abends ist Norddeutschlands größte Freiluft-Lasershow über dem See.
Während des Heideblütenfestes sind beide Sonntage, der dritt- und der vorletzte Sonntag im August, verkaufsoffene Sonntage. Die Geschäfte in Amelinghausen bieten interessante Aktionen an und eine Spiel- & Spaßmeile für Kinder. Im Laufe der Woche folgen weitere kulturelle Veranstaltungen der örtlichen Vereine, die überwiegend in den Abendstunden stattfinden. Besonders bekannt ist die berühmte Heidebockwahl, die seit 1955 zelebriert wird. Dabei duellieren sich mehrere Junggesellen – begleitet vom Schlachtruf „Heide-Bock, Heide-Bock, Heide-Bock, Bock, Bock“ bei verschiedenen Aktionen. Jeder der Heidebockanwärter versucht das Publikum für sich zu gewinnen, um am Ende sein Ziel, zum Heidebock gewählt zu werden, zu erreichen.
Der vorletzte Sonntag im August widmet sich der traditionell gewählten Heidekönigin. Neben der Wahlveranstaltung auf dem Kronsberg findet ein Festumzug durch den Ort zu Ehren der neuen Königin statt. Die Heidekönigin muss sich bei der Wahl gegen zum Teil mehr als zehn andere Mitbewerberinnen durchsetzen. Der Wohnsitz der Heidekönigin-Anwärterin sollte in der Nähe von Amelinghausen liegen. Weitere Voraussetzungen sind Natürlichkeit, Charme und natürlich auch etwas Mut, um sich der Jury und den anwesenden Zuschauern vorzustellen. Ist die Heidekönigin dann erst einmal gewählt, darf sie dann den Festumzug anführen und durch die Straßen Amelinghausens leiten.

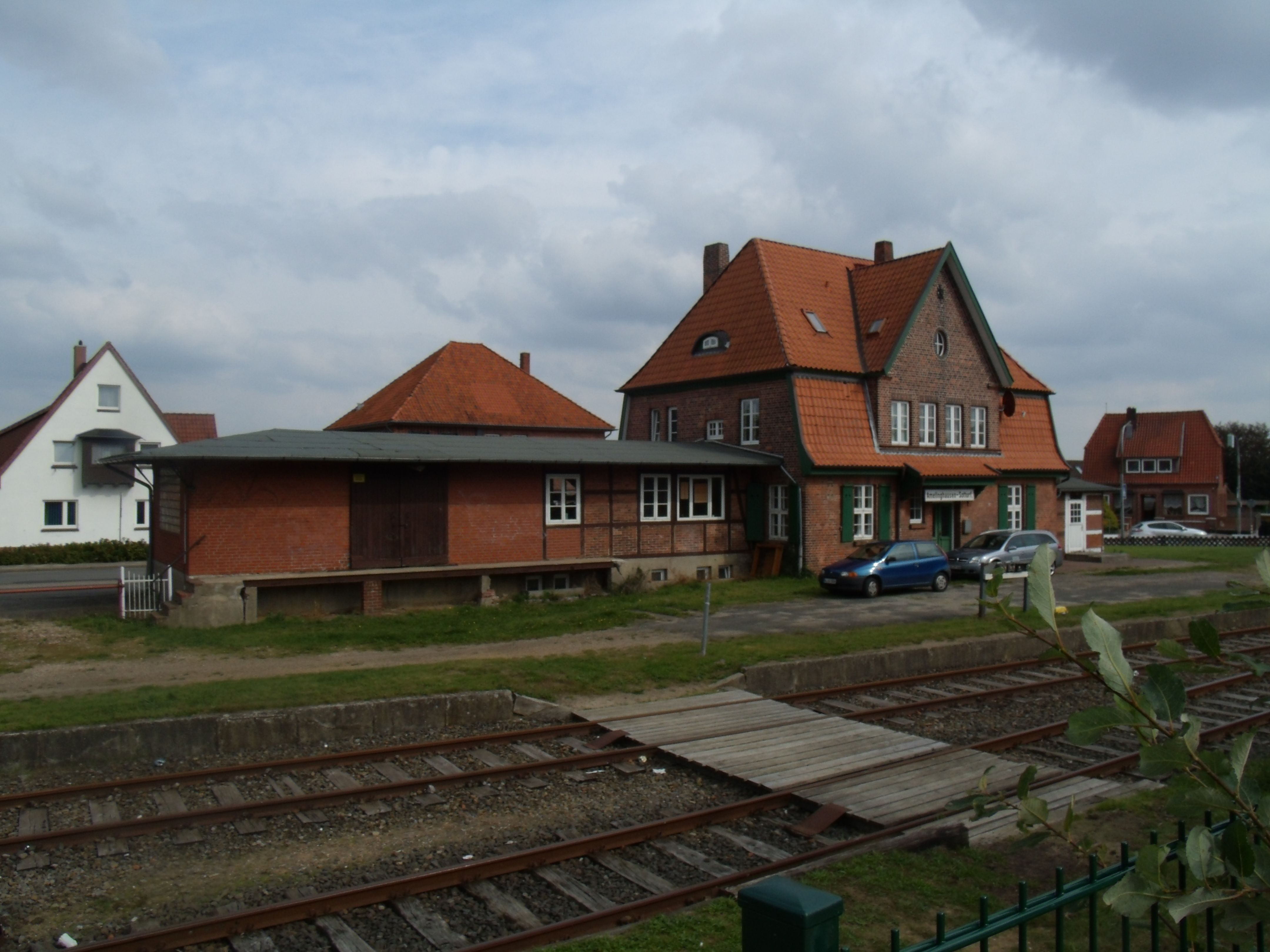
Bahnhof Amelinghausen-Sottorf

## Verkehr
Amelinghausens Verkehr ist auf Lüneburg ausgerichtet, wohin die Bundesstraße 209 führt. Der nächstgelegene Haltepunkt im Personenverkehr ist in Brockhöfe an der Bahnstrecke Uelzen–Bremen. Der Bahnhof Amelinghausen-Sottorf an der Bahnstrecke Lüneburg–Soltau, wo der Personenbetrieb 1977 eingestellt wurde, wird nunmehr wenige Male in der Woche von Güterzügen bedient.

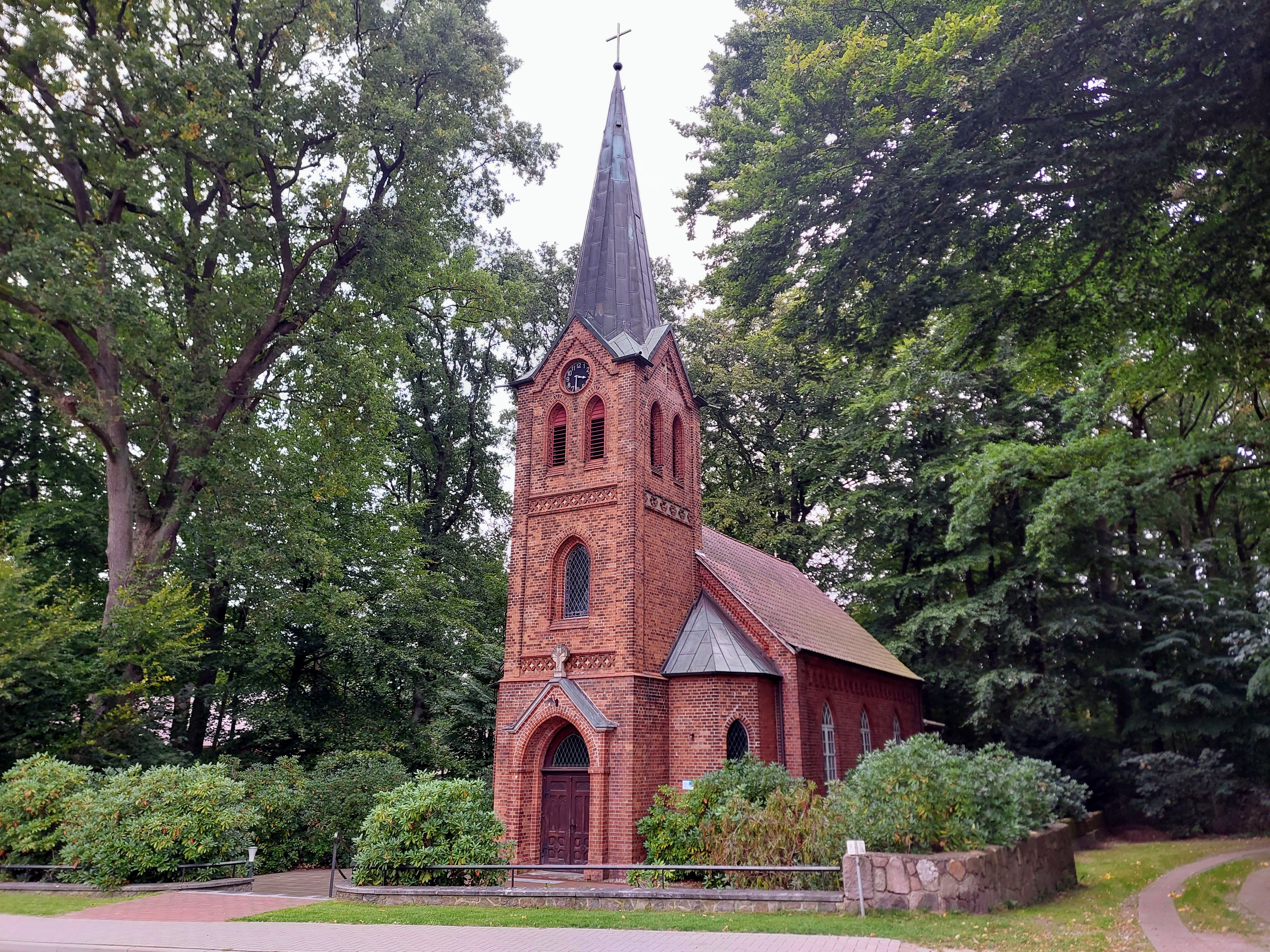
Pellakirche Sottorf

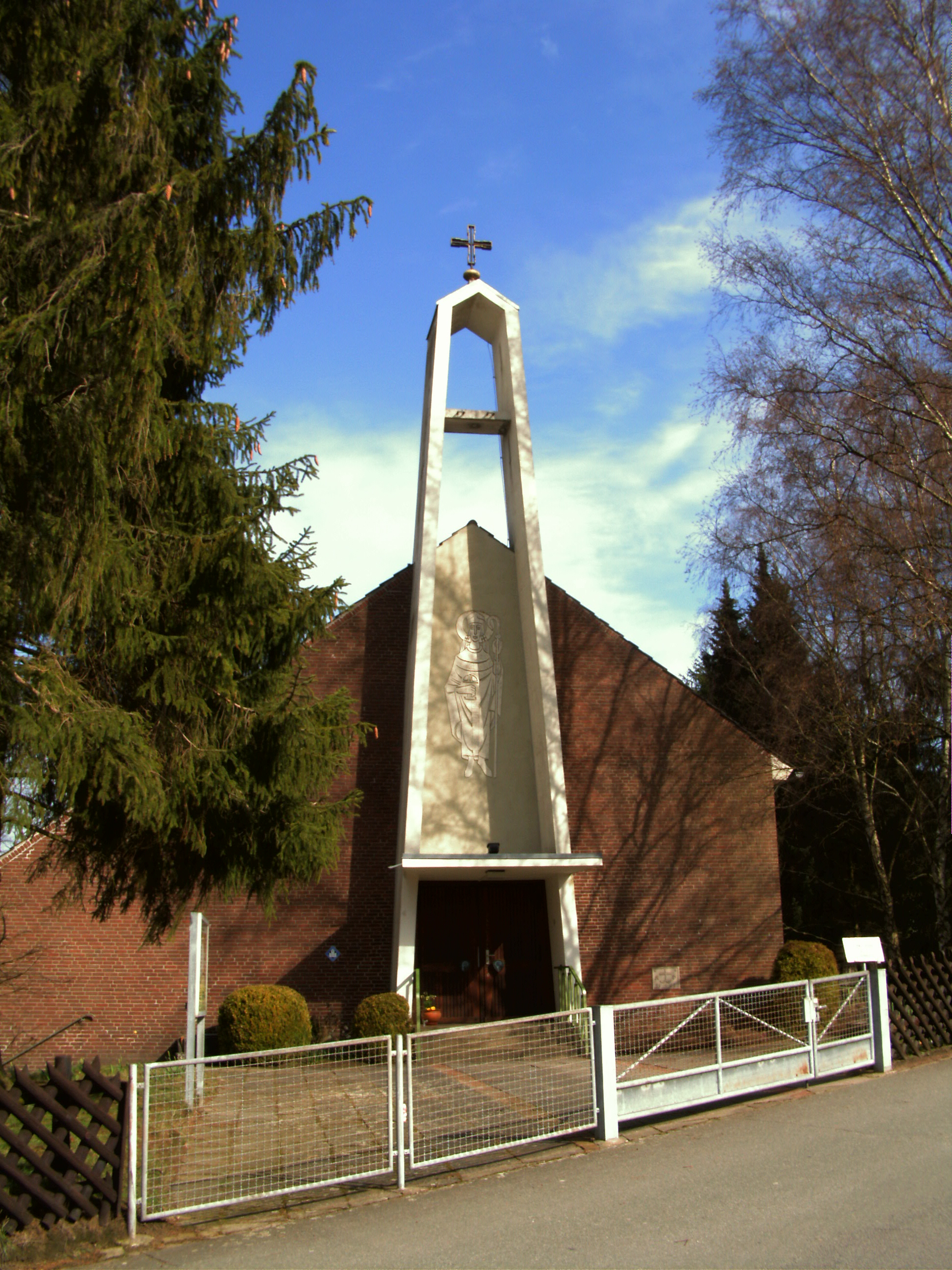
Katholische St. Godehard-Kirche

## Religionen
Die evangelisch-lutherische Hippolyt-Kirche (siehe Kultur und Sehenswürdigkeiten), in der heutigen Form im 19. Jahrhundert entstanden, befindet sich in der Ortsmitte von Amelinghausen. Sie gehört zum Kirchenkreis Lüneburg im Sprengel Lüneburg.
Die katholische St. Godehard-Kirche wurde 1962 am Gärtnerweg errichtet. Zunächst Filialkirche der Pfarrgemeinde Egestorf, gehört sie seit 2006 zur Pfarrgemeinde St. Marien in Lüneburg.
Im zu Amelinghausen gehörenden Sottorf befindet sich an der Oldendorfer Straße die Pella-Kirche der Selbständig Evangelisch-Lutherischen Kirche (SELK).

## Personen
- Joachim Bauck (1941–2009), Landwirt und Pionier der ökologischen Landwirtschaft; lebte und wirkte vor Ort
- Detlev Schulz-Hendel (* 1962), MdL (Bündnis 90/Die Grünen)
- Jan Vetter (* 1963), Musiker (Die Ärzte); lebt in Amelinghausen
- Ilka Brüggemann (* 1968), Journalistin und Autorin; ist in Amelinghausen aufgewachsen
- Jenny Elvers (* 1972), Schauspielerin; lebte im Ort und war 1990 Königin des Heideblütenfestes
- Claudia Kalisch (* 1972); 2015–2021 hauptamtliche Bürgermeisterin Amelinghausens
- Stephan Bothe (* 1984), AfD-Politiker; lebt in Amelinghausen